# ルイス・デ・グラナダ
ルイス・デ・グラナダ（スペイン語: Luis de Granada、英語: Louis of Granada 1504年頃 - 1588年12月31日）は、16世紀のキリスト教神学者、作家、説教者として知られたドミニコ会の修道士であった。彼の列福手続きはローマ教皇庁によって長い間公開されており、現在の地位は尊者である。

## 生涯
ルイスはグラナダのサリアという貧しい両親のもとに生まれた。19歳のとき、グラナダの聖十字架修道院のドミニコ会に入会した。哲学の勉強を終えると、彼は上司に選ばれ、バリャドリッドのサン・グレゴリオ大学(英語版)で共同体の代表となった。この学校はドミニコ会の優秀な学生のための学校である。
ルイスはこれらの学問を終えると、説教者となり、40年間にわたって並外れた成功を収めた。彼の説教の名声は故郷の国境を越えて広まり、マヌエル王の息子であるポルトガルのエンリケの要請により、彼はポルトガルに転勤し、1557年にポルトガルのドミニコ会の管区長となった。彼の並外れた聖性、学識、知恵はすぐに摂政女王の注目を集め、女王は彼を聴罪司祭兼顧問に任命した。ヴィゼウの司教職とブラガの大司教職が彼に相次いで提案されたが、丁重に、しかし断固として断られた。教皇シクストゥス5世から枢機卿の栄誉を与えられたが、これも辞退した。
禁欲神学のほかに、彼の出版した著作は聖書、教義、倫理、伝記、教会史を扱っている。しかし、彼は禁欲的な著作で最もよく知られている。そのほとんどは多くの言語に翻訳された。彼の禁欲的な著作の中で最もよく知られ、最大の成功を収めたのは、1555年に出版された『罪人のための手引き（ギヤドペカドル）』（La Guía de Pecadores）である。それは、古典という評判に値する最も純粋なスペイン語の言い回しによる滑らかで調和のとれた文体と、それを宗教的インスピレーションの永遠の源とする巧みな雄弁さを特徴としている。それは、トマス・ア・ケンピスの『キリストに倣う』と比較されてきた。初版から比較的短期間で、イタリア語、ラテン語、フランス語、ドイツ語、ポーランド語、ギリシャ語に翻訳された。彼は著作で多くの収入を得、そのすべてが貧しい人々に贈られた。
1539年、35歳のとき、彼は助言を求めて手紙を書いた学生のために、祈りの方法に関する小冊子を書いた。この小冊子は、1554年に出版された彼の最初の本『祈りと瞑想の書』へと発展した。この本が予想外に成功したことで、彼はすべての人々のために精神的なテーマについて書くことに専念するようになった。彼は禁欲的な生活を送り、自分の部屋は貧しく、所有物もほとんどなかった。彼は35年間執筆を続け、49の作品を出版した。
ルイスはポルトガルのリスボンで84歳で亡くなった。

## 著作

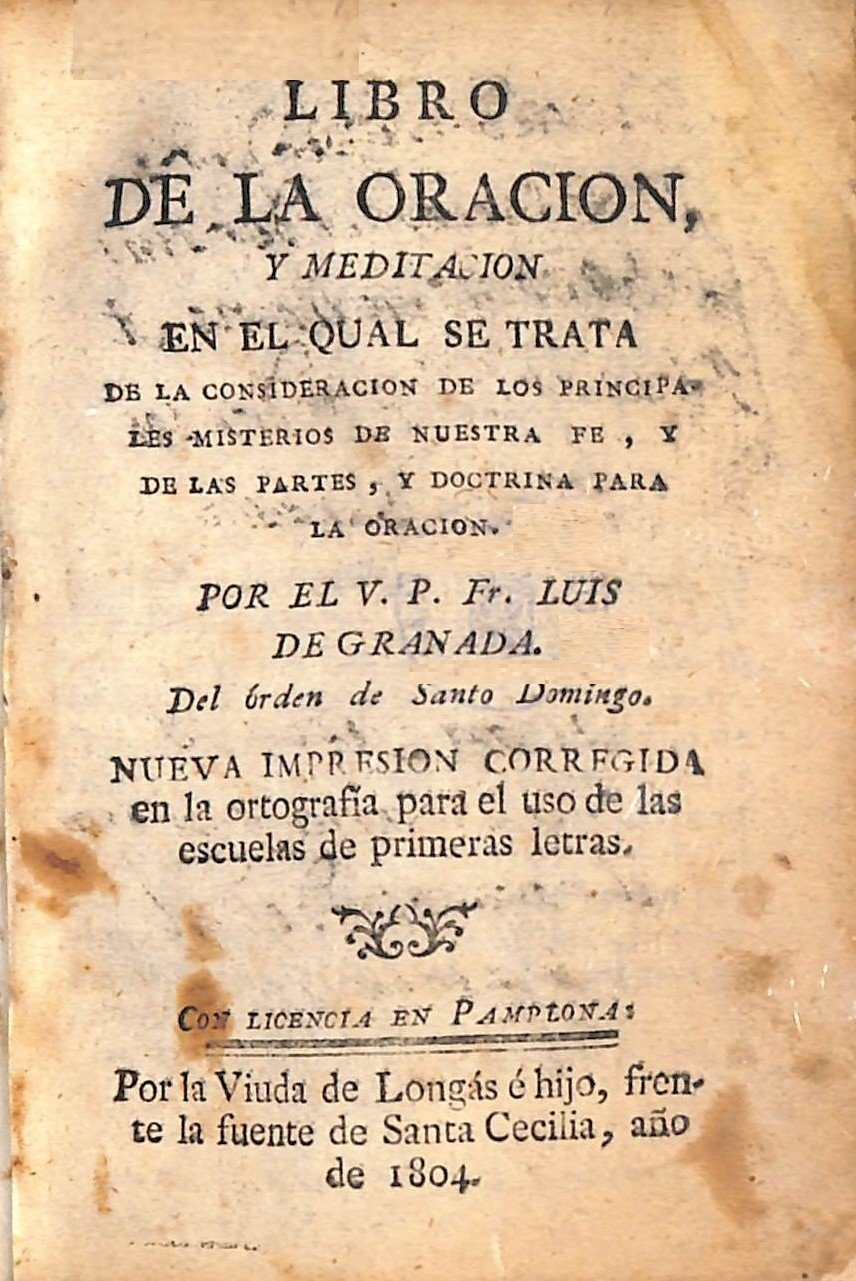
『祈りと瞑想の書』
1804年版

ルイス・デ・グラナダは、スペイン語、ラテン語、ポルトガル語で合計 45の作品を著した。これには、オリジナルの作品、他者の作品の翻訳、および以前に出版された自身の作品の改訂版や追加版が含まれる。彼の著作には次のものがある。
- "Libro de la Oracion y Meditacion" (祈りと瞑想の書) (サラマンカ: Andrés de Portonariis、1554年、改訂、1566年)
- "Memorial de la Vida Cristiana" (キリスト教生活の記念)、2巻、(リスボン、1565年)。
- "Guía de pecadores" (ぎや・ど・ぺかどる The Sinner's Guide)、2巻、(リスボン、1556、1557) – HTML バージョンまたはarchive.org バージョンとして入手可能。
- "Introducción del símbolo de la fe"（信仰信条への序章）（サラマンカ、1584年）。
- 『イエス・キリストの生涯』: 私たちの主を知り、愛し、模倣すること。
- 『マリアの生涯：聖母マリアの生涯と神秘』
- 『教会修辞学または説教法の 6冊の本』
- 『続編、キリスト教生活の記念』
- 『キリスト教の教義の概要と説明』
- 『栄光なる総主教聖ドミニコへの祈り』
- 『バルトロメ・デ・ロス・マルティレス兄弟の生涯』
- 『3つの説教』

彼の作品集は1578年にアントワープで9巻にまとめられて出版された。

## その後の評価
伝記は L. ムニョスによって書かれた『 La Vida y virtudes de Luis de Granada 』 (マドリード、1639年)がある。
ルイスの著書の中でリマのローザ（1617年没）のお気に入りの書は『祈りと瞑想の書』であった。この書は人生の悲惨さを嘆き、世界に対する精神的な軽蔑を表明している。かつてローザはこの本を読んで悪魔の誘惑を退け、悪魔は彼女からこの本を奪い取ってゴミの山に投げ捨てたと言われている。ローザは落ち着いて、神がこの本を返してくれると確信し、そして本を取り戻した。
ルイス・デ・グラナダの著作を読んで愛読した他の有名なカトリック教徒には、ヴァンサン・ド・ポール、ルイーズ・ド・マリヤック、フランシス・ド・サレジュ、ベルル枢機卿、ジャック・ベニーニュ・ボシュエ（全員フランス人）、シャルル・ボッロメーオ（イタリア人）、ルイ・ド・レオン（スペイン人）、イエズス会とバルナビ派の修道会などがいる。アビラのテレサは彼の本を読み、修道女たちにも読むように命じた。
フランシスコ・サレジオは、ある司教にルイス・デ・グラナダの全著作を所蔵し、それを第二の祈祷書とみなすよう強く勧めた。彼は『罪人のための手引き』(Guía de pecadores) から始め、注意深く読むよう勧めた。彼はこう言った。「しかし、実りある読み物にするためには、急いで読み飛ばしてはいけません。熟考し、その重みを十分に理解し、章ごとに深く考え、神に祈りを捧げながら魂に当てはめなければなりません。人間が天から受けることができる最も有益なインスピレーションが詰まった本のように、敬意と献身をもって読み、それによって魂の力をすべて改革しなければなりません。」